# 五峰山林场
五峰山林场，是中华人民共和国湖北省黄冈市团风县下辖的一个类似乡级单位。

## 行政区划
下辖以下地区：
杜园虚拟村。